# Yōko Nagi
Yōko Nagi (名木洋子?, Nagi Yōko; Shizuoka, 9 maggio 1982) è un'ex cestista giapponese.

## Carriera
Con il Giappone ha disputato i Campionati mondiali del 2010.